# Campeonato Europeu de Atletismo em Pista Coberta de 2023 - Salto com vara masculino
A prova do salto com vara masculino do Campeonato Europeu de Atletismo em Pista Coberta de 2023 foi disputada nos dias 4 e 5 de março de 2023 na Ataköy Athletics Arena, em Istambul, na Turquia.

## Recordes
Antes desta competição, os recordes mundiais e do campeonato nesta prova eram os seguintes:
|                       | Nome             | Nacionalidade | Altura  | Local            | Data                    |
| --------------------- | ---------------- | ------------- | ------- | ---------------- | ----------------------- |
| Recorde mundial       | Armand Duplantis | Suécia        | 6m 22cm | Clermont-Ferrand | 25 de fevereiro de 2023 |
| Recorde europeu       | Armand Duplantis | Suécia        | 6m 22cm | Clermont-Ferrand | 25 de fevereiro de 2023 |
| Recorde do campeonato | Armand Duplantis | Suécia        | 6m 05cm | Toruń            | 7 de março de 2021      |

## Medalhistas
| Ouro                    | Prata                                       |
| Sondre Guttormsen (NOR) | Emmanouil Karalis (GRE) · Piotr Lisek (POL) |

## Cronograma
Todos os horários são locais (UTC +3).
| Data       | Hora  | Evento       |
| ---------- | ----- | ------------ |
| 4 de março | 09:04 | Qualificação |
| 5 de março | 19:18 | Final        |

## Resultados

### Qualificação
Qualificação: 5,75 m (Q) ou os 8 melhores qualificados (q). 
| Posição | Atleta                | Nacionalidade | 5.20 | 5.40 | 5.55 | 5.65 | 5.75 | Resultados | Notas                |
| ------- | --------------------- | ------------- | ---- | ---- | ---- | ---- | ---- | ---------- | -------------------- |
| 1       | Emmanouil Karalis     | Grécia        | –    | o    | o    | o    | o    | 5.75       | Q                    |
| 1       | Torben Blech          | Alemanha      | –    | xo   | o    | o    | o    | 5.75       | Q                    |
| 3       | Ben Broeders          | Bélgica       | –    | o    | o    | xo   | o    | 5.75       | Q                    |
| 4       | Claudio Stecchi       | Itália        | –    | o    | o    | o    | xo   | 5.75       | Q                    |
| 5       | Ethan Cormont         | França        | –    | o    | xo   | o    | xo   | 5.75       | Q,                   |
| 6       | Sondre Guttormsen     | Noruega       | –    | o    | –    | o    | xx–  | 5.65       | q                    |
| 6       | Pål Haugen Lillefosse | Noruega       | –    | o    | o    | o    | xxx  | 5.65       | q                    |
| 6       | Piotr Lisek           | Polónia       | –    | o    | o    | o    | xxx  | 5.65       | q                    |
| 6       | Bo Kanda Lita Baehre  | Alemanha      | –    | o    | o    | o    | xx–  | 5.65       | q                    |
| 10      | Thibaut Collet        | França        | –    | o    | xo   | o    | xxx  | 5.65       |                      |
| 11      | Ersu Şaşma            | Turquia       | –    | xxo  | o    | xxx  |      | 5.55       | Recorde da temporada |
| 11      | Menno Vloon           | Países Baixos | –    | xxo  | o    | xxx  |      | 5.55       |                      |
| 13      | Dominik Alberto       | Suíça         | o    | o    | xxx  |      |      | 5.40       |                      |
| 14      | Urho Kujanpää         | Finlândia     | xo   | xo   | xxx  |      |      | 5.40       |                      |
| 15      | Valentin Lavillenie   | França        | –    | xxo  | –    | x–   | xx   | 5.40       |                      |
| 16      | Robert Renner         | Eslovênia     | xo   | xxx  |      |      |      | 5.20       |                      |
| 99      | Gillian Ladwig        | Alemanha      | –    | xxx  |      |      |      | NM         |                      |

### Final
A final aconteceu às 19:18 no dia 5 de março de 2023.
| Posição          | Atleta                | Nacionalidade | 5.40 | 5.60 | 5.70 | 5.80 | 5.85 | 5.91 | Resultados | Notas                |
| ---------------- | --------------------- | ------------- | ---- | ---- | ---- | ---- | ---- | ---- | ---------- | -------------------- |
| Medalha de ouro  | Sondre Guttormsen     | Noruega       | o    | –    | o    | o    | xx–  | x    | 5.80       |                      |
| Medalha de prata | Emmanouil Karalis     | Grécia        | o    | xo   | o    | o    | xxx  |      | 5.80       |                      |
| Medalha de prata | Piotr Lisek           | Polónia       | o    | o    | x–   | o    | xxx  |      | 5.80       | Recorde da temporada |
| 4                | Torben Blech          | Alemanha      | xo   | o    | xo   | o    | xxx  |      | 5.80       |                      |
| 5                | Ethan Cormont         | França        | o    | o    | o    | xxx  |      |      | 5.70       |                      |
| 6                | Claudio Stecchi       | Itália        | –    | o    | xo   | x–   | xx   |      | 5.70       |                      |
| 7                | Pål Haugen Lillefosse | Noruega       | o    | o    | x–   | x–   | x    |      | 5.60       |                      |
| 8                | Ben Broeders          | Bélgica       | o    | xxo  | –    | xxx  |      |      | 5.60       |                      |
| 9                | Bo Kanda Lita Baehre  | Alemanha      | o    | xxx  |      |      |      |      | 5.40       |                      |

Legenda
| Recorde mundial       | Recorde mundial (World record)               |                       | Recorde africano                      | Recorde africano (African) |                                           | Q | Classificado por posição (Qualified) |
| Recorde do campeonato | Recorde do campeonato (Championship record)  | Recorde da América    | Recorde da América (Americas)         | q                          | Classificado por melhor tempo (Qualified) |   |                                      |
| Melhor marca do ano   | Melhor marca do ano (World leading)          | Recorde asiático      | Recorde asiático (Asian)              | DNS                        | Não largou (Did not start)                |   |                                      |
| Recorde nacional      | Recorde nacional (National record)           | Recorde europeu       | Recorde europeu (European)            | DNF                        | Não terminou (Did not finish)             |   |                                      |
| Recorde pessoal       | Recorde pessoal do atleta (Personal best)    | Recorde da Oceania    | Recorde da Oceania (Oceania)          | DSQ / DQ                   | Desclassificado (Disqualified)            |   |                                      |
| Recorde da temporada  | Recorde da temporada do atleta (Season best) | Recorde sul-americano | Recorde sul-americano (South America) | NM                         | Sem marca (No mark)                       |   |                                      |